# Giuseppe Casoria
Giuseppe Casoria (Acerra, 1º ottobre 1908 – Roma, 8 febbraio 2001) è stato un cardinale e arcivescovo cattolico italiano.
La particolarità della sua carriera ecclesiastica sta nel fatto di aver percorso tutti i gradi della gerarchia cattolica, senza tralasciarne alcuno, di aver servito, nella sua lunga carriera in Vaticano, ben sei papi (Pio XI, Pio XII, Giovanni XXIII, Paolo VI, Giovanni Paolo I, Giovanni Paolo II), e di essere plurilaureato in teologia, filosofia, utroque iure (diritto civile e canonico) e scienze politiche.

## Biografia
Nasce ad Acerra (prov. di Napoli) da Clemente Casoria e Maria Russo.
Entra nel seminario diocesano di Acerra, completa gli studi nel seminario maggiore di Posillipo a Napoli. È ordinato sacerdote il 21 dicembre del 1930 da mons. Francesco De Pietro, vescovo di Acerra.
Dopo l'ordinazione presbiteriale, svolge diversi incarichi nella diocesi di appartenenza. Diviene in seguito, professore nel seminario regionale Apulo di Molfetta. Coprirà incarichi prestigiosi: difensore del vincolo presso la Rota Romana, e presso la regione ecclesiastica campana; deputato ai monasteri del vicariato di Roma; Commissario per le cause matrimoniali presso la Suprema Sacra Congregazione del S. Offizio; Commissario per la difesa del vincolo presso la S. Congregazione per le chiese orientali.
Promosso sottosegretario della S. Congregazione per la disciplina dei sacramenti, fu perito al concilio Vaticano II e poi Segretario della S. Congregazione dei Sacramenti.
Nel 1972 fu promosso arcivescovo titolare di Vescovio da Paolo VI. Nel 1973 fu promosso segretario della S. Congregazione per le cause dei santi.
Nel 1981 è nominato pro prefetto della S. Congregazione per i sacramenti e il culto divino. Poi, con la promozione a cardinale, prefetto del medesimo dicastero.
Nel concistoro del 2 febbraio 1983 è creato cardinale diacono di San Giuseppe in Via Trionfale.
Muore l'8 febbraio 2001 all'età di 92 anni.
Le esequie si sono tenute il 10 febbraio alle ore 11.00 all'Altare della Cattedra della Basilica di San Pietro. La Liturgia esequiale è stata presieduta dal Santo Padre Giovanni Paolo II.
È sepolto nella cappella di famiglia nel cimitero di Acerra.

## Genealogia episcopale
La genealogia episcopale è:
- Cardinale Scipione Rebiba
- Cardinale Giulio Antonio Santorio
- Cardinale Girolamo Bernerio, O.P.
- Arcivescovo Galeazzo Sanvitale
- Cardinale Ludovico Ludovisi
- Cardinale Luigi Caetani
- Cardinale Ulderico Carpegna
- Cardinale Paluzzo Paluzzi Altieri degli Albertoni
- Papa Benedetto XIII
- Papa Benedetto XIV
- Papa Clemente XIII
- Cardinale Marcantonio Colonna
- Cardinale Hyacinthe Sigismond Gerdil
- Cardinale Giulio Maria della Somaglia
- Cardinale Carlo Odescalchi, S.I.
- Cardinale Costantino Patrizi Naro
- Cardinale Lucido Maria Parocchi
- Papa Pio X
- Papa Benedetto XV
- Papa Pio XII
- Cardinale Eugène-Gabriel-Gervais-Laurent Tisserant
- Papa Paolo VI
- Cardinale Giuseppe Casoria

## Scritti e Pubblicazioni
- Pio XI e la Madonna, in Cor Unum Christo, 1930.
- In memoria del cardinal Pietro Gasparri in Miles Christi, XII 1934.
- La scienza della politica nel pensiero di S. Tommaso, in Miles Christi, XV 1935.
- Una breve giornata di fanciulezza pura, Napoli 1936.
- De personalitate iuridica "piarum causarum" in evolutione iuris Romanorum, Melphicti 1937.
- De processu canonico et civile di Mons. Donato Venditti, in Monitor Ecclesiasticus 1950.
- Concordati ed Ordinamento giuridico internazionale, Roma 1953.
- De matrimonio Rato et non consummato, Romae 1959.
- Chiesa e Stato, Roma 1961.

Ha collaborato con l'Enciclopedia Cattolica dal 1973 al 1981.